# Кавара, Фридьяно
Фридьяно Кавара (итал. Fridiano Cavara; 1857—1929) — итальянский ботаник и миколог.

## Биография
Фридьяно Кавара родился 17 ноября 1857 года в провинции Болонья в семье Филиппо и Розалии Гедини. Учился в Болонском университете, в 1885 году окончил его. В 1886 году Кавара стал работать ассистентом в Университете Павии. В 1896 году Кавара был назначен главой департамента ботаники Института лесничества в Валломброзе. В 1901 году он стал профессором ботаники в Университете Кальяри, в 1903 — в Университете Катании. Кавара планировал создать ботанический сад Gussonea на вулкане Этна, однако в 1906 году переехал в Неаполь и стал директором Ботанического сада Неапольского университета. Фридьяно был членом комитета Лиги Наций, посвящённого проблеме распространения опиума. Также он начал издавать журнал Неапольского ботанического сада Bollettino dell'Orto botanico di Napoli. Фридьяно Кавара скончался 25 июня 1929 года в Неаполе.

## Некоторые научные работы Ф. Кавары
- Appunti di patologia vegetale (1888)

## Организмы, названные в честь Ф. Кавары
- Cavaraea Speg., 1916
- Cavaraella Speg., 1923
- Calocera cavarae Bres., 1896
- Cousinia cavarae Bornm., 1929
- Cercospora cavarae Sacc. & D.Sacc., 1902 [syn.  Pseudocercospora cavarae (Sacc. & D.Sacc.) Deighton, 1976]
- Clavaria cavarae Bres., 1901
- Clavaria cavarae Sacc., 1912, nom. nov. et nom. illeg. [syn.  Ramariopsis pulchella (Boud.) Corner, 1950]
- Cryptococcus cavarae Pollacci & Turconi, 1929
- Fusidium cavaraeanum Jasevoli, 1924 [syn.  Acremonium cavaraeanum (Jasevoli) W.Gams, 1971]
- Leptosphaeria cavarae Curzi, 1926
- Macrophoma cavarae Pollacci, 1899
- Macrosporium cavarae Parisi, 1921
- Melanconium cavarae Montemart., 1901
- Ochraceospora cavarae Fiore, 1930
- Phyllosticta cavarae Trinchieri, 1909
- Robillarda cavarae Tognini, 1893
- Septobasidium cavarae Bres., 1905
- Septoria cavarae Scalia, 1902
- Zygosaccharomyces cavarae Rodio, 1921